# 莱萨尔克
莱萨尔克（法語發音：[le.z‿aʁk]）是位于法国萨瓦省塔朗泰斯谷的一个滑雪场，和邻近的拉普拉涅组成了帕拉迪斯基滑雪区。莱萨尔克目前由阿爾卑斯集團拥有。
“莱萨尔克”（Les Arcs）一名即为“阿尔克”（Arc）的复数（前面的“Les”为定冠词），且莱萨尔克也由四个“阿尔克”组成：阿尔克1600、阿尔克1800、阿尔克1950和阿尔克2000，數字代表海拔的高度（公尺）。1992年冬季奥林匹克运动会竞速滑雪项目于阿尔克2000举行